# Bifusella camelliae
Bifusella camelliae är en svampart som beskrevs av C.L. Hou 2000. Bifusella camelliae ingår i släktet Bifusella och familjen Rhytismataceae.   Inga underarter finns listade i Catalogue of Life.